# ججوخان
ججو خان سردار ترک از ایل افشار روستای حصار لطف آباد یکی از خان‌های دوره قاجار بود که در منطقه خراسان و در شهر درگز به قدرت رسید. ججو خان در تاریخ و در میان فارس‌ها و مردم روسیه با نام «نادرشاه دوم» و «روح نادرشاه» شناخته می‌شود. او در برابر روس‌ها ایستادگی کرد و در نهایت کشته شد.

## مقاومت ججوخان
ججوخان، ازترک های افشار منطقه لطف اباددرگزبودوفرزند الله وردی بیگ، فرزند ججو بود، ججو در نوجوانی پدرش را از دست داد و حکومت درگز مقام پدرش را به او تفویض نمود و به حکومت میانکوه (در منطقه درگز) منصوب شد، زیرا اهالی آن جا کرد بودند و شورش می‌کردند. در آن زمان روسیه و انگلیس کاملاً بر تصمیم‌گیری‌ها ی ایران اثرگذار بودند. ججوخان پس از مدتی قصد داشت وارد قوچان شود و نیروهای ملی را علیه روس‌ها بسیج نماید، پس از بمباران حرم رضا، روسهای تزاری که ججوخان را مخالف اهداف و امیال تجاوز کارانه خویش می‌دیدند، در صدد دستگیری ججو برآمدند، ججو در اسفند ۱۲۹۰ خورشیدی دستگیر شد ولی پس از مدتی از زندان روس‌ها گریخت. ججو مبارزه علیه روس‌ها را ادامه داد، به پاسگاه‌ها و پایگاه‌های آن‌ها در نواحی مرزی شبیخون می‌زد و افسران و سربازان روس را می‌کشت و اسلحه و مهمات آن‌ها را بین سواران خود تقسیم می‌نمود، روس‌ها از دولت احمد شاه خواستند که ججو را دستگیر کند ولی دولت گفته بود این کار از عهده ما ساخته نیست.
پس از این جریان، روس‌ها تمام نیروهای خود را علیه ججو بسیج کرده و به تعقیب او فرستادند. تعقیب‌ها مؤثر واقع نشد. ججو، به عنوان یک ایران دوست روس ستیز محبوب مردم بود؛ ججوخان یاور ستم دیدگان بود و در حمله ملخ‌ها انبارهای محتکرین را شکست و گندم را بین فقرا و بیچارگان تقسیم می‌کرد
انقلاب مشروطیت مجموعه کوشش‌ها و رویدادهائی است که در دوره مظفرالدین شاه قاجار و سپس در دوره محمدعلی شاه قاجار برای تبدیل حکومت استبدادی به حکومت مشروطهٔ قانونمند رخ داد و منجر به تشکیل مجلس شورای ملی و تصویب اولین قانون اساسی ایران شد.
در منطقه شمال خراسان مردم به رهبری ججوخان در راستای دفاع از خواسته‌های بحق مشروطه به پا خواستند. ججوخان سردار ملی (شمال شرق ایران) در نوجوانی پدرش را از دست داد. در هنگام انقلاب مشروطیت در سال ۱۹۰۶ میلادی حکومت سنتی و محلی مقام سنتی پدرش را به او تفویض نمود، بدینسان او رسمأ به حکمرانی منطقه خراسان به مرکزیت میانکوه منصوب شد. در آن زمان روسیه و انگلیس کاملأ بر تصمیم‌گیری‌های ایران اثرگذار بودند. ججوخان پس از مدتی در صدد انتقال مرکزیت حکومت محلی به شهر قوچان (مرکز تاریخی حکومت محلی افشار از سال ۱۶۱۰ میلادی به بعد) برآمد تا رسمأ حکومت ایالتی- ولایتی مشروطه منطقه خراسان را اعلام، و بدینسان نیروهای ملی و قومی را علیه روس‌ها که منطقه شمال خراسان را اشغال کرده بودند، بسیج نموده تا آنان را مجبور به ترک ایران کند.
پس از بمباران حرم رضا، روس‌های تزاری که سردار ملی افشار را فردی با صلابت، پرقدرت و مخالف اهداف و امیال تجاوزکارانه خویش می‌دیدند در صدد دستگیری او برآمدند. ججوخان با همکاری ستون پنجم (طرفداران محمدعلی شاه که مخالف دمکراسی مشروطه بودند) یکبار دستگیر شد اما بواسطه اینکه او سرداری بسیار حرفه‌ای و چیره‌دست بود با مهارت و ظرافت خاصی از زندان روس‌ها گریخت.

## مبارزه علیه روس ها
ججوخان مبارزه علیه روس‌ها (عوامل خارجی ضد دمکراسی و آزادی در ایران مشروطه) و محمد علی شاه مخلوع که به سفارت روسیه پناه برده بود (عوامل داخلی ضد دمکراسی و آزادی ایران مشروطه) ادامه داد و به پاسگاه‌ها و پایگاه‌های آن‌ها در منطقه و نوار مرزی (شمال شرق ایران) حمله می‌کرد و افسران و سربازان روسی (سلاتهای روسی) متجاوز را به سزای اعمال خود می‌رساند، اسلحه و مهمات آنان را بین سواران خود و قشون کرمانج تقسیم می‌نمود تا که از خود دفاع کنند.
روس‌ها رسمأ از حکومت وقت ایران خواستند که ججوخان، این رهبر همیشه قهرمان و جوانمرد رشید و نامی کرمانج، را دستگیر کند، ولی دولت گفته بود که او از طرفداران زیادی در منطقه برخوردار است و این کار از عهدهٔ ما ساخته نیست. پس از این جریان روس‌ها تمام نیروهای خود را علیه سردار ملی کرمانج، بسیج کرده و به تعقیب او فرستادند. این تعقیب‌ها مؤثر واقع نشد. ججوخان به عنوان رهبری نترس و یک چهرهٔ شناحته شدهٔ مشروطه خواه ج، ملیت گرای روس ستیز (اشغال گر خارجی ضد دمکراسی مشروطه در ایران) محبوب مردم منطقه خود و طرفداران نظام مشروطه ایران بود.
ججوخان یاور ستمدیدگان و مردم محروم ایران بود و سیستم دمکراسی مشروطه را به عنوان حکومتی غیر متمرکز (نوعی فدرالیسم سنتی آن روزگار) مناسب ایران کثیرالمله می‌دانست که بواسطهٔ آن مطالبات و خواسته‌های بحق و قانونی مردم ایران برآورده می‌شد.

## مرگ
ججوخان با قوت گرفتن مخالفین آزادی و دمکراسی مشروطه در ایران، و با خیانت ستون پنجم ضد مشروطه که به یاری روس‌های اشغال گر شتافته بودند، در بهمن ۱۲۹۰ خورشیدی (۱۹۱۱ میلادی) در کوهای پر از برف آخ مزار و اسپیان (شمال شرق قوچان)، به دست روس‌ها کشته شد.

## نظر دیگران
ججوخان راه آزادگی و برابری ملی را با آگاهی، علاقه و شکوهمندی انتخاب کرد، و جان خود را فدای ارزش‌های مدرن اجتماعی و آزاد کردن خلق خود نمود. نام ججوخان به نیکی در تاریخ منطقهٔ و ایران همچون خورشیدی تابناک تا ابد می‌درخشد. ججوخان می‌خواست که حقوق فرهنگی، سیاسی، اقتصادی، ملی و در واقع احترام به برابری حقوقی برای همهٔ قومیت‌های ایران را تحت لوای حکومت غیرمتمرکز مشروطه ایران (فدرالیسم سنتی ایالتی – ولایتی) برآورده کند. ججوخان تلاش کرد تا که با فرهمندی و شایستگی والای خود، روی نحوهٔ زندگی خلق خود در راستای شکوفایی و ارتقاء زندگی آنان، و نجات آنان از بی عدالتی حاکمین مستبد، و بازیابی شأن و منزلت رفیع در منطقه شمال خراسان اثرگذار و کارساز باشد. اگرچه ججوخان با تلاش بی شائبه و خستگی ناپذیر خود به آمال و آرزوی خویش که همانا: آزادی، برابری، افتخار و احترام به هویت والای ملی، شکوفائی و رفاه مردم آن دیار بود، دست نیافت، اما راه سربلندی، عزت و فرهمندی برای دست یابی به این مهم را برای نسل‌های بعد از خود هموار کرد و رهنمون شد.

## برای مطالعهٔ بیشتر
- آذری خاکستر، غلامرضا (۲۳ بهمن ۱۴۰۲). «قیام ججوخان». خراسان.